# Bastardsträng

Bastardsträng: Ducs de Vendome

Bastardsträng är en diagonal linje (smal ginbalk) som skär genom en vapensköld. Strängen är ett heraldiskt tecken för illegitim börd, vanligt förekommande i Frankrike.
Bastardsträngen var en statussymbol för en illegitim son till en kunglighet.
Strängen förkortas ofta och har då samma betydelse som om den vore hel.